# 馮應鳳
馮應鳳（1543年—1604年），字邦瑞，號鳴陽，浙江紹興府山陰縣人，民籍，明朝政治人物。

## 生平
萬曆元年（1573年）癸酉科浙江鄉試第八名，萬曆八年（1580年）庚辰科會試第二百三十七名，登三甲第一百零七名進士。礼部觀政，初任江西永丰县知县，十四年行取，擢升广东道监察御史，十五年丁父憂归乡。十八年复除陕西道御史，巡按云南。二十五年六月起补江西道御史，本年巡按江西，二十七年巡视京营。三十二年官至太仆寺少卿，同年十月卒，年六十二。

## 家族
曾祖馮哲，號澹斋；祖父馮樟；父馮煥，號左亭。母王氏。